# 沖電工
株式会社沖電工（おきでんこう）は、沖縄電力関連子会社の電設会社。沖縄電力が行う電力関係の工事が売上の69%を占める（2005年3月期）。

## 沿革
- 1968年6月 - 沖縄電気工事株式会社として設立。
- 1991年4月 - 岡電気工事株式会社、中部電気工事株式会社、名護外線工事株式会社、宮古電気工事株式会社と合併し現商号に改称。